# Balthasar Neumann

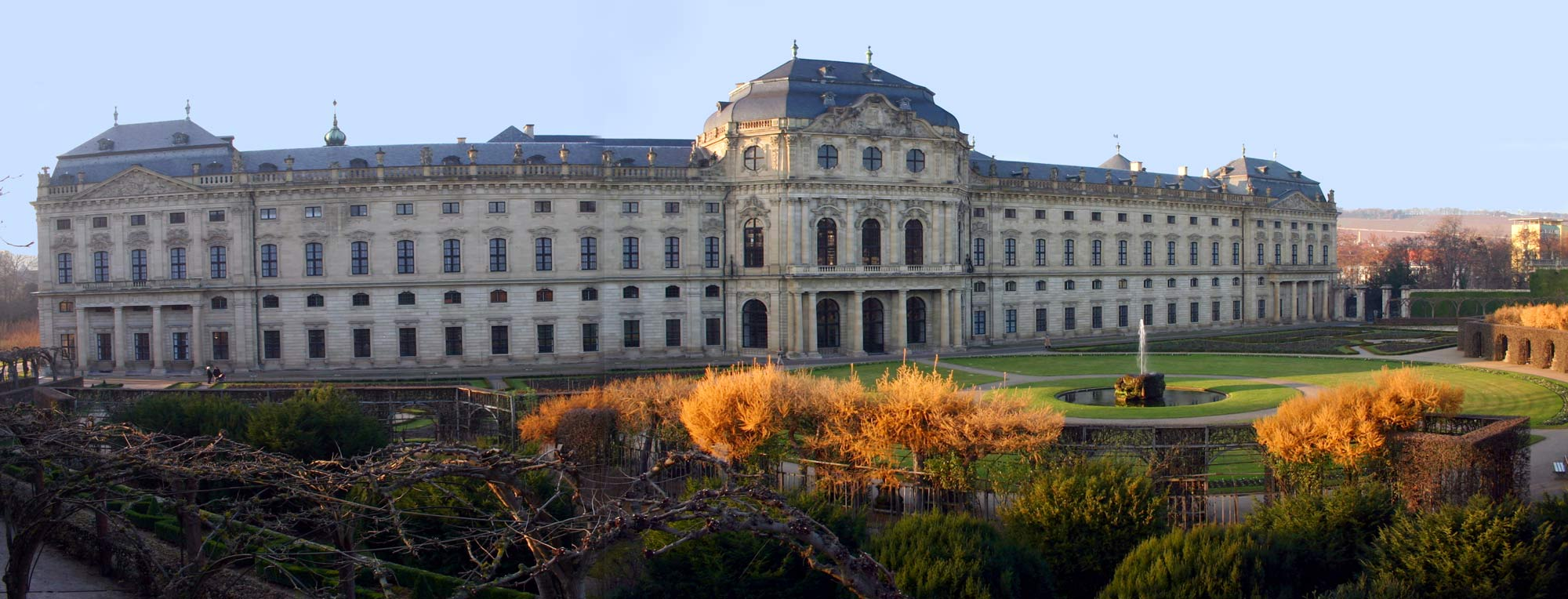
Balthasar Neumann – Furstbiskopliga residenset i Würzburg (1720-1744)

Johann Balthasar Neumann, född 27 januari 1687 i Eger (Böhmen), död 19 augusti 1753 i Würzburg, var en tysk barockarkitekt.

## Biografi
Balthasar Neumann började sin bana som ingenjörsofficer men kom att studera byggnadskonsten under resor i Tyskland, Nederländerna, Frankrike och Italien med understöd av Johann Philipp von Schönborn, på vilkens uppdrag han 1719 drog upp planerna för det nya furstbiskopliga residenset, där flera andra tyska och franska arkitekter medverkade.  Efterhand blev han artilleriöverste och en ofta anlitad arkitekt hos furstbiskoparna i Würzburg, Mainz och Bamberg.

## Eftermäle
Nedslagskratern Neumann på planeten Merkurius och asteroiden 6351 Neumann är uppkallade efter Balthasar Neumann .

## Byggnadsverk (urval)
- Furstbiskopliga residenset i Würzburg (1719)
- Vallfartskyrkan Vierzehnheiligen
- Klosterkyrkan i Neresheim
- Trapphuset i Bruchsal slott (1748)
- Högaltaret i Worms domkyrka
- Slottet i Werneck